# 애덤 영
애덤 랜달 영(Adam Randal Young, 1986년 7월 5일 ~ )은 미국의 싱어송라이터, 음악 프로듀서로, 아울 시티를 만든것으로 알려져 있다. 

Adam은 PureVolume과 마이 스페이스에 직접 작은 음악 프로젝트를 생성하여 자신의 음악 경력을 시작했다. 

2007년에 그가 만든 아울 시티 (Owl City)는 마이 스페이스와 iTunes에 노래를 게시, 주당 2,000 트랙을 판매했다.

2007년 앨범 [Of June]을 발표했고, 2008년에 [Maybe I'm Dreaming]을 발표했다. 2009년, 레코드 회사 유니버설 리퍼블릭 레코드와 계약을 체결하고 앨범 [Ocean Eyes]를 발표 한 후 그 수록곡중 "Fireflies"가 주류 인기를 끌었다.

그는 [Port Blue]와 [Sky Sailing]를 포함하여 다른 음악 프로젝트를 가지고있고, [Swimming With Dolphins]의 공동 설립자이다.